# タリア・シャイア
タリア・シャイア（Talia Shire、1946年4月25日 - ）は、アメリカ合衆国の女優。本名はタリア・ローズ・コッポラ（Talia Rose Coppola）。ニューヨーク州レイクサクセス出身。

## 来歴

### 家族
- 父……カーマイン・コッポラ[1]（元NBC交響楽団のフルート奏者／作曲家『地獄の黙示録』、『ゴッドファーザー』シリーズ、『ナポレオン』などを担当）

- 兄……オーガスト・コッポラ(著作家、ニコラス・ケイジの父)

- 兄……フランシス・F・コッポラ（映画監督『地獄の黙示録』『ゴッドファーザー』など）

といった著名人を親族に持つ一家に生を受ける。
映画『サタデー・ナイト・フィーバー』『2010年』などの音楽を担当した作曲家デヴィッド・シャイアは元夫。1980年にシャイアと離婚後、映画製作者ジャック・シュワルツマンと再婚するも1994年に死別。
俳優のジェイソン・シュワルツマンと歌手のロバート・シュワルツマンは息子である。
映画監督のソフィア・コッポラ、俳優のニコラス・ケイジが姪・甥にあたる。

### デビューから『ゴッドファーザー』、『ロッキー』へ
高校時代から歌やダンスを学び、イェール大学演劇学科在学中の1963年に映画『X線の眼を持つ男』でデビューする。この時の名義は「タリア・コッポラ」であった。
1972年、兄フランシスが監督した映画『ゴッドファーザー』でアル・パチーノ演じるマイケル・コルレオーネの妹コニー役を演じた。1974年の『ゴッドファーザーPARTII』でもコニー役を演じ、第47回アカデミー賞の助演女優賞にノミネートされた。
1976年、オーディションで獲得した『ロッキー』のヒロイン、エイドリアン役で第49回アカデミー賞の主演女優賞にノミネートされ、第42回NY批評家協会賞では助演女優賞を受賞した。

## 主な出演作品
| 公開年 | 邦題 原題                                                                       | 役名                                 | 備考               |
| ------ | ------------------------------------------------------------------------------- | ------------------------------------ | ------------------ |
| 1970   | H・P・ラヴクラフトの ダンウィッチの怪 The Dunwich Horror                        | 看護婦コーラ                         |                    |
| 1970   | ガス! Gas! -Or- It Became Necessary to Destroy the World in Order to Save It.   | コレイリー                           |                    |
| 1972   | ゴッドファーザー The Godfather                                                  | コニー・コルレオーネ・リッジ         |                    |
| 1974   | ゴッドファーザーPARTII The Godfather Part II                                    | コニー・コルレオーネ・リッジ         |                    |
| 1975   | ニューヨーク・ポリスストーリー/あの犬どもの背中を狙え Foster and Laurie         | アデレード・ローリー                 | テレビ映画         |
| 1976   | ロッキー Rocky                                                                  | エイドリアン                         |                    |
| 1978   | 家族の崩壊・ある少年の死 Daddy, I Don't Like It Like This                       | キャロル                             | テレビ映画         |
| 1979   | オールドボーイフレンズ Old Boyfriends                                           | ダイアン・クルーズ                   |                    |
| 1979   | プロフェシー/恐怖の予言 Prophecy                                                | マギー                               |                    |
| 1979   | ロッキー2 Rocky II                                                              | エイドリアン                         |                    |
| 1980   | エミリーの窓 Emily's Window                                                     | エミリー・ホランダー                 |                    |
| 1982   | ロッキー3 Rocky III                                                             | エイドリアン                         |                    |
| 1985   | ロッキー4/炎の友情 Rocky IV                                                     | エイドリアン                         |                    |
| 1986   | BMXサイクル・キッド Rad                                                         | ジョーンズ夫人                       |                    |
| 1987   | マフィアの妻(おんな)たち Blood Vows: The Story of a Mafia Wife                  | ジーナ                               | テレビ映画         |
| 1987   | フェアリーテール・シアター / 「リップ・ヴァン・ウィンクル」 Faerie Tale Theatre | ウィルマ・ヴァン・ウィンクル         | TVオムニバスドラマ |
| 1989   | ニューヨーク・ストーリー New York Stories                                       | シャーロット                         |                    |
| 1990   | ロッキー5/最後のドラマ Rocky V                                                  | エイドリアン                         |                    |
| 1990   | ゴッドファーザーPARTIII The Godfather Part III                                  | コニー・コルレオーネ・リッジ         |                    |
| 1991   | コールド・ヘブン/悪夢の再会 Cold Heaven                                         | シスター・マーサ                     |                    |
| 1991   | マーク・トゥエインの想い出 Mark Twain and Me                                    | ジェーン・クレメンス                 | テレビ映画         |
| 1993   | プロフェッショナル Deadfall                                                     | サム                                 |                    |
| 1997   | シーズ・ソー・ラヴリー She's So Lovely                                          | レストランのオーナー                 | クレジットなし     |
| 1998   | サスピション/殺意の香り The Landlady                                            | メラニー                             |                    |
| 1999   | 計画殺人 Lured Innocence                                                        | マーサ・チャンバース                 |                    |
| 2004   | ハッカビーズ I ♥ Huckabees                                                      | ミセス・シルヴァー                   |                    |
| 2008   | シャオ夫人のお葬式大作戦! Dim Sum Funeral                                       | ヴァイオラ                           |                    |
| 2024   | メガロポリス Megalopolis                                                        | コンスタンス・クラッスス・カティリナ |                    |

## 受賞歴

### アカデミー賞
ノミネート
1975年 アカデミー助演女優賞:『ゴッドファーザー PARTII』
1977年 アカデミー主演女優賞:『ロッキー』

### ゴールデングローブ賞
ノミネート
1977年 主演女優賞 (ドラマ部門):『ロッキー』

### ニューヨーク映画批評家協会賞
受賞
1977年 助演女優賞:『ロッキー』